# Саперно-Слобідська вулиця
Сапе́рно-Слобідська́ ву́лиця — вулиця в Голосіївському районі міста Києва, місцевість Саперна слобідка. Пролягає від проспекту Науки до Південного мосту.
Прилучаються Велика Китаївська вулиця, провулки Феодосійський, Станіслава Лема, Свалявський та Литовський, Саперно-Слобідський проїзд, Стратегічне шосе та вулиця Михайла Бойчука.

## Історія
Вулиця виникла в 2-й половині XIX століття під нинішньою назвою як головна вулиця Саперної слобідки. Забудовувалася переважно невеликими одноповерховими будинками. На межі XIX–ХХ століть серед одноповерхової, здебільшого дерев'яної забудови, подекуди було збудовано цегляні 2-поверхові будинки.
У кінці 1980-х років вулицю повністю переплановано — до того нешироку вулицю перетворено на швидкісну 6-смугову магістраль, при цьому всю історичну забудову було знесено. Тоді ж вулицю було подовжено — первісно вона простягалася до Стратегічного шосе.
При переплануванні фігурувала як "Магістраль від Наддніпрянського шосе до проспекту Науки", про що є відповідна згадка у назвах транспортних споруд, що перебувають на балансі КП "Київавтошляхміст". 

## Установи та заклади
- № 39 — вантажна залізнична станція Київ-Деміївський.

## Світлини

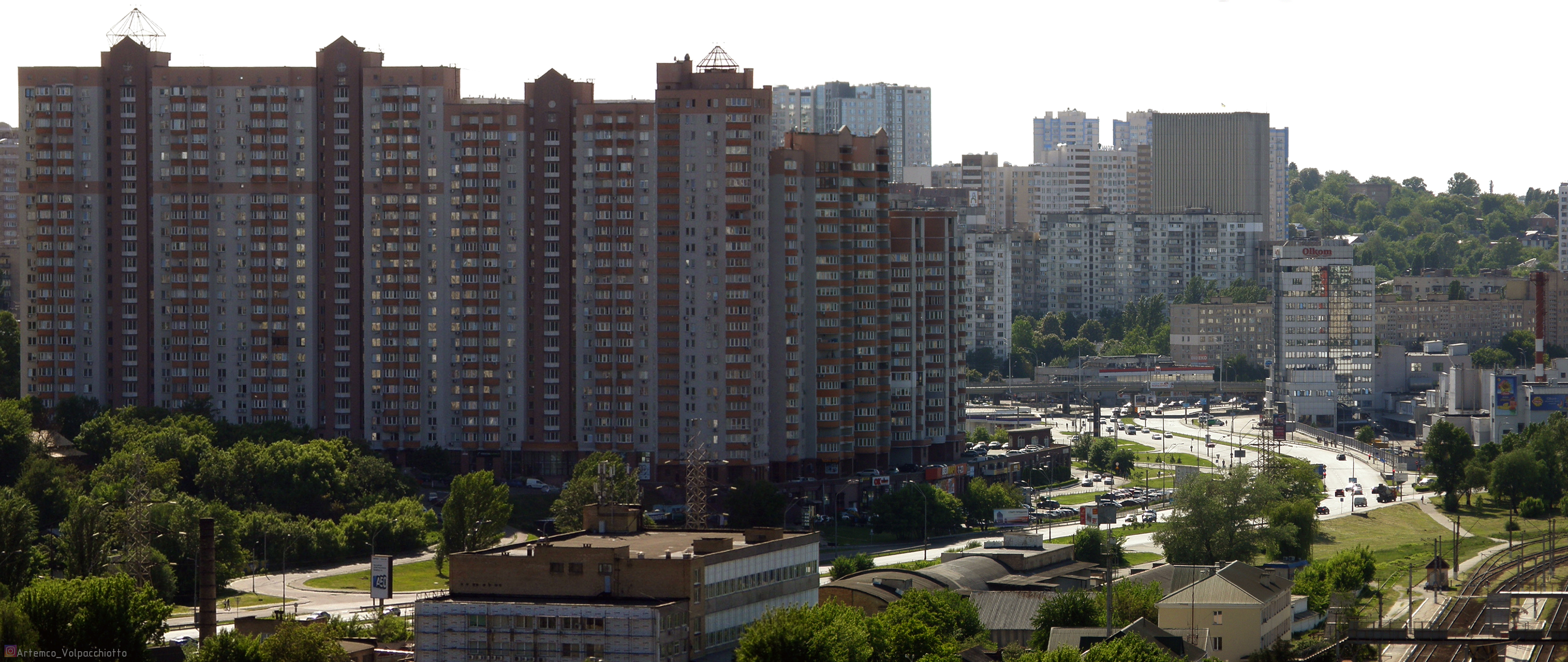
від пров. Феодосійського до початку. ліворуч силікатний будинок пров. Феодосійський, 14, 12 і Саперно-Слобідська, 10, 8
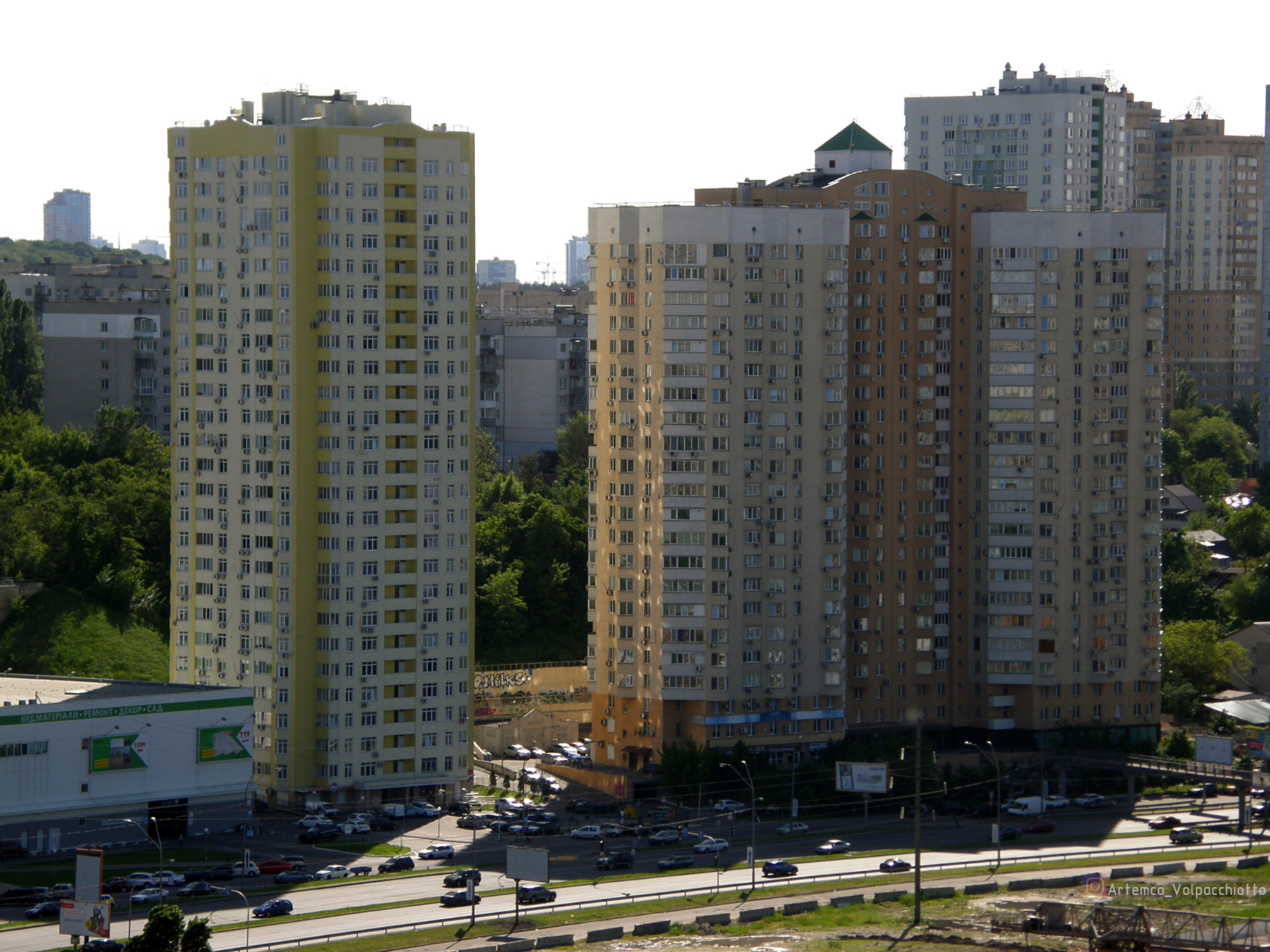
№№ 24 (2012–2013) і 26 (2005–2008)
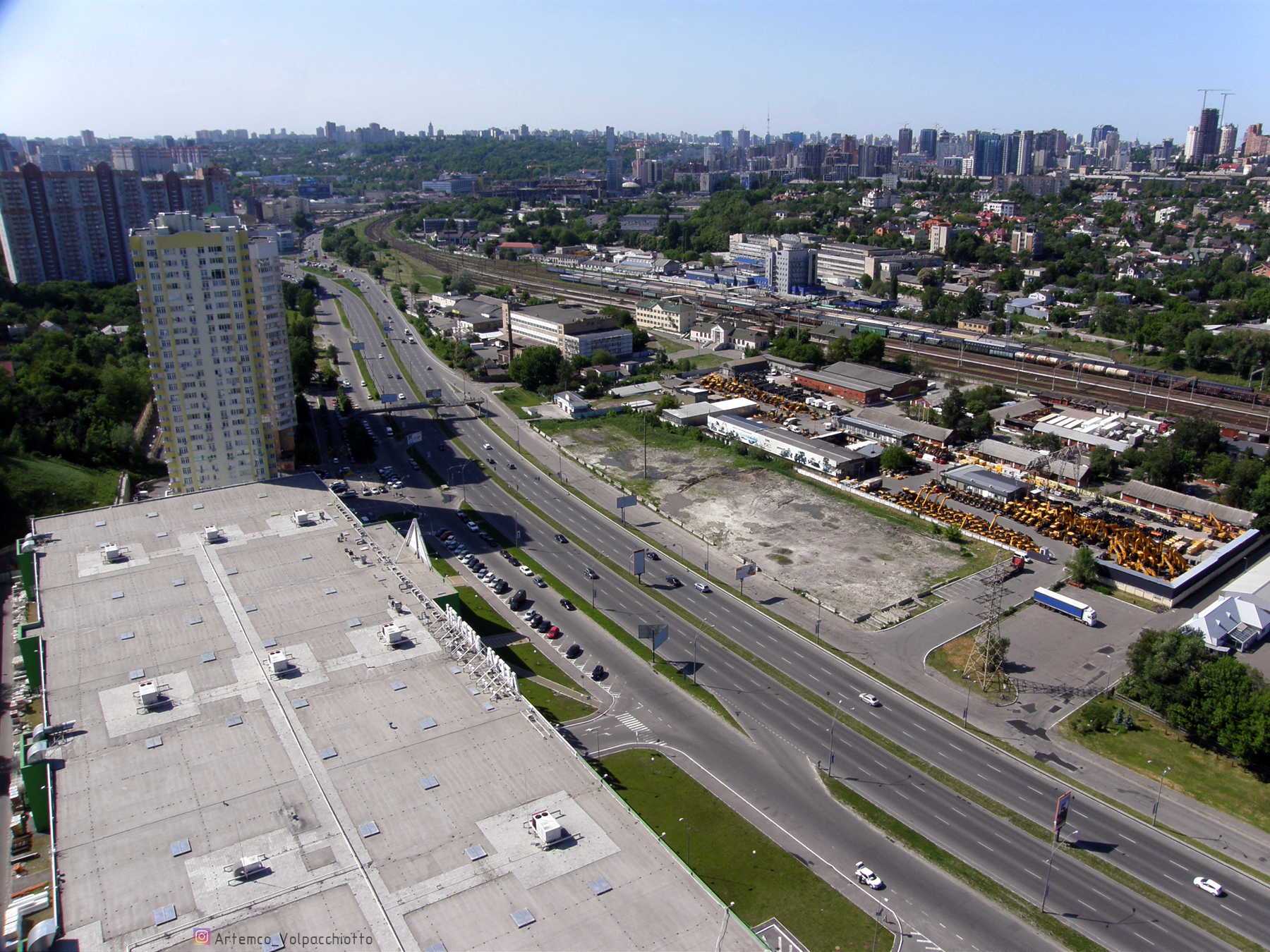
біля «Леруа-Мерлену»
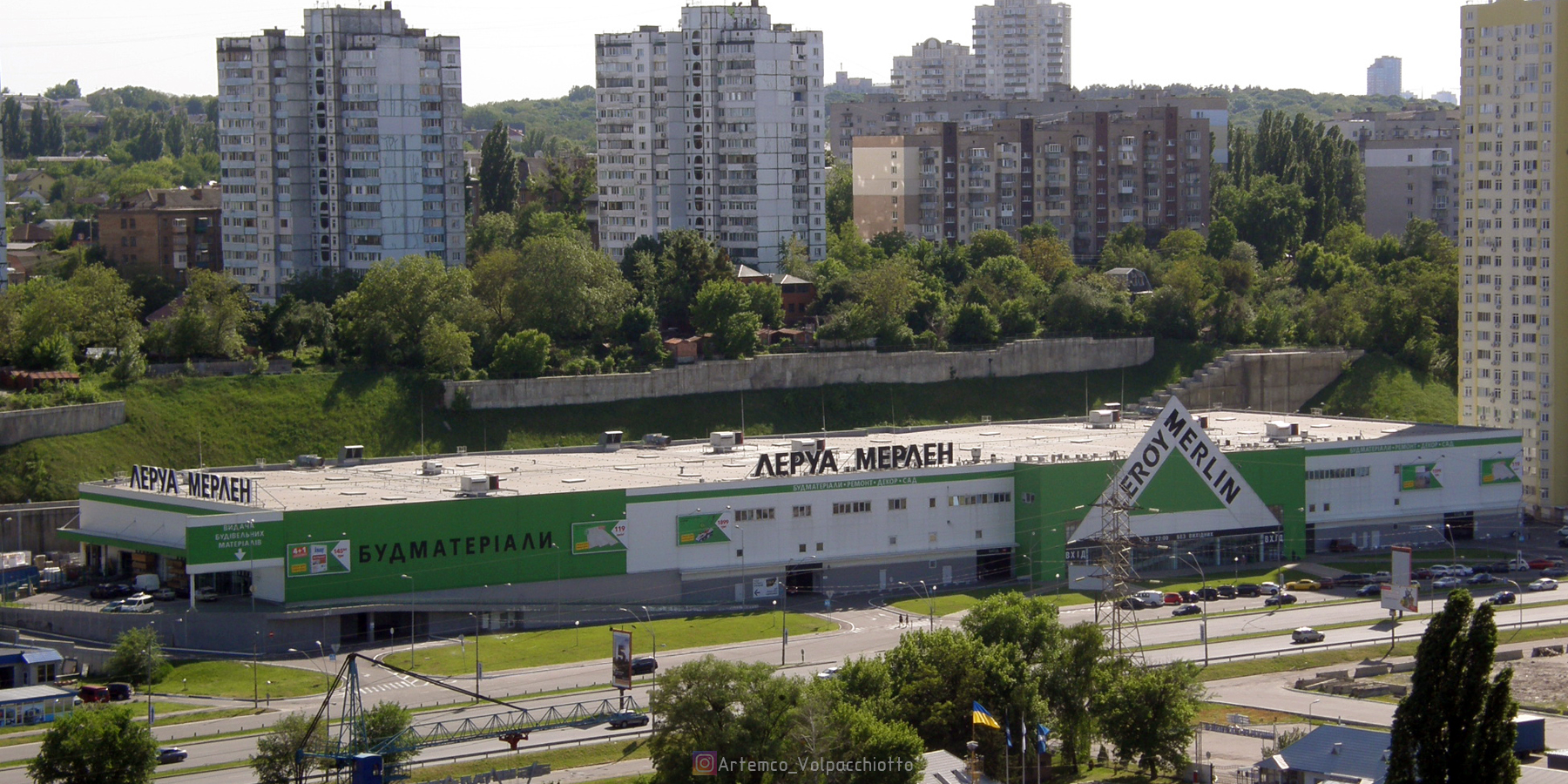
№ 26 – будівельний гіпермаркет «Леруа-Мерлен»
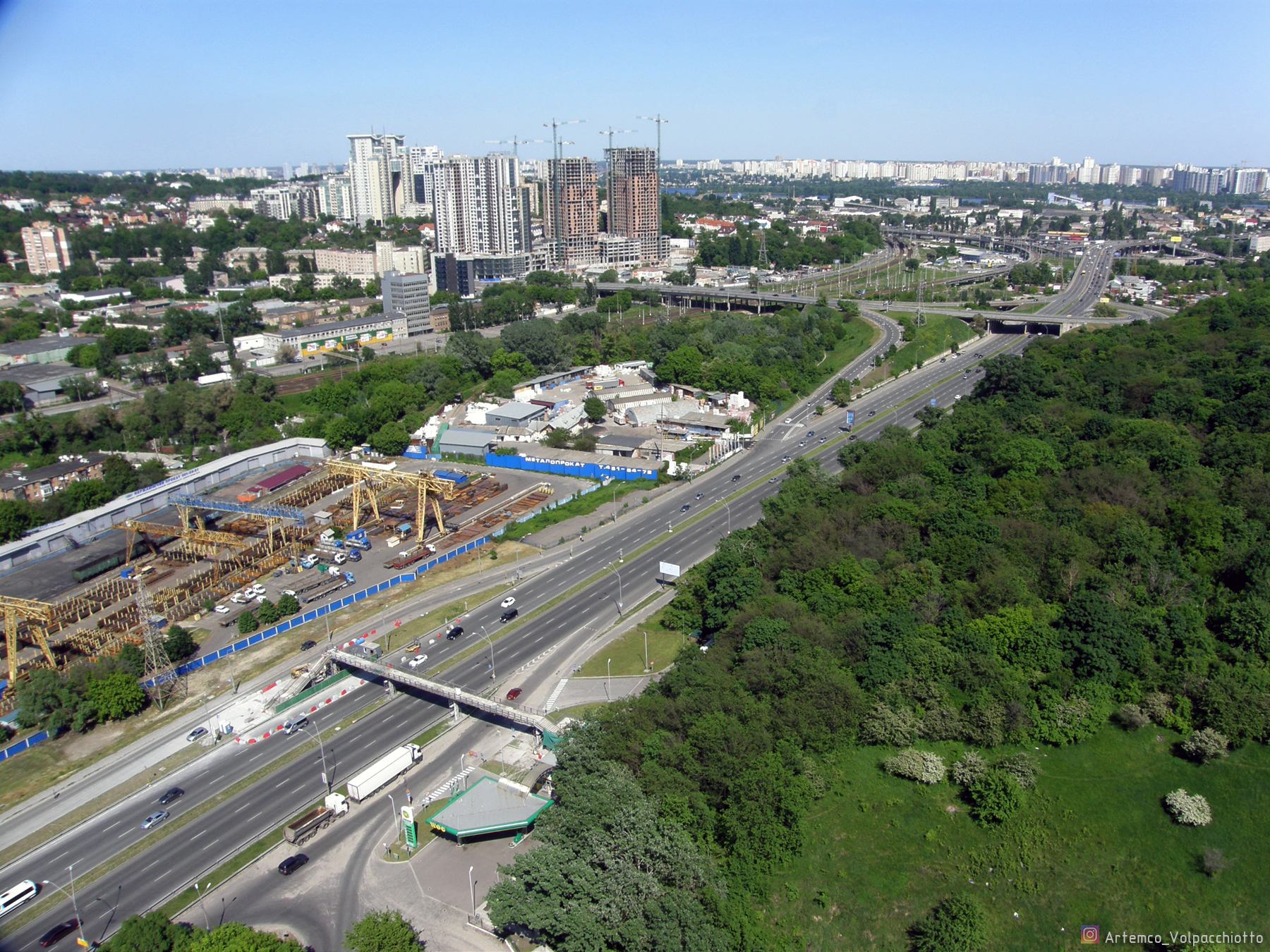
до вул. Бойчука